# Xã Brantford, Quận Hamlin, South Dakota
Xã Brantford (tiếng Anh: Brantford Township) là một xã thuộc quận Hamlin, tiểu bang Nam Dakota, Hoa Kỳ. Năm 2010, dân số của xã này là 123 người.